# Hans Georg Schlehendorn
Hans Georg Schlehendorn (* 25. April 1616 in Rudolstadt; † 2. Januar 1672 in Kulmbach) war ein Bildschnitzer und Bildhauer. Schlehendorn wirkte lange Zeit in einer Werkstattgemeinschaft mit Johann Brenck, trat aber auch als selbstständiger Künstler auf.

## Leben
Hans Georg Schlehendorn wurde als Sohn des Ehepaares Hans Schlehendorn († 27. Juli 1637) und Euphrosyna, geborene Querscheller im schwarzburgischen Rudolstadt geboren. Die Familie gehörte wohl zur städtischen Oberschicht, was durch die Wahl der Taufpaten deutlich wird. So trugen der Hofjunker Hans Wilhelm Marschalk, die edle Hofjungfrau Veronica Dangols und der Lakai Georg Ottinger den jungen Hans Georg zum Taufbecken. Hans Schlehendorn war Hofbildhauer am Schwarzburgischen Hof in Rudolstadt. Deshalb ist es wahrscheinlich, dass Hans Georg seine ersten Ausbildungsjahre in der väterlichen Werkstatt erhielt.
Früh nahm Schlehendorn allerdings auch Kontakt zur Werkstatt des Johann Brenck auf, die in Coburg angesiedelt war. Wahrscheinlich war Schlehendorn nach dem Ende seiner Ausbildung als wandernder Geselle nach Coburg gekommen. Am 16. Januar 1644 heiratete Schlehendorn in Coburg die bereits schwangere Tuchmachertochter Dorothea Heusinger. Da er zu diesem Zeitpunkt noch als Geselle tätig war, musste er sich vom Rat der Stadt die Erlaubnis zur Eheschließung abholen. Der Rat verpflichtete ihn, die entsprechenden Unterlagen zu beschaffen und sich bis zum Juni 1644 den Bürgereid abzulegen. Aus der Ehe gingen insgesamt 14 Kinder hervor, von denen allerdings nur der erstgeborene Sohn Egidius das Erwachsenenalter erreichte.
Zusammen mit Johann Brenck bildete Schlehendorn wohl eine Werkstattgemeinschaft. Ende Oktober 1644 verließ Brenck zusammen mit Hans Georg Schlehendorn Coburg in Richtung Kulmbach. Zwischen 1644 und 1649 erneuerten die beiden in Altenburg den Fürstenstuhl. 1645 wurde bereits ein Sohn Schlehendorns in Kulmbach geboren, Brenck trat als Taufpate auf. Bis zum Jahr 1654 waren Brenck und Schlehendorn lediglich Einwohner Kulmbachs. Am 22. Dezember 1654 erwarb Hans Georg Schlehendorn das Kulmbacher Bürgerrecht. In der Folge musste der Bildhauer seinen Wehrdienst bei den städtischen Schützen ablegen, wo er 1659 nachweisbar ist. Die beiden Werkstattteilhaber lebten mit ihren Familien eine Zeit sogar gemeinsam in einer Wohnung in Kulmbach.
Bereits im März 1653 hatte Schlehendorn das Haus in der Oberen Stadt 15 in Kulmbach erworben. Damit wurde er Nachbar des aus Böhmen stammenden Orgelmachers Matthias Tretzscher. Obwohl auch in den folgenden Jahren immer wieder Arbeiten zusammen mit Johann Brenck entstanden, überflügelte Schlehendorn seinen ehemaligen Meister bald. Nach 1657 wurde er bei der Auftragsvergabe vermehrt bevorzugt. Dabei standen allerdings vor allem Ausbesserungs- und Reparaturarbeiten im Raum um Kulmbach im Mittelpunkt. Allerdings tauchte Schlehendorn auch im Zusammenhang mit der Überarbeitung der Glocken der Kulmbacher Petrikirche auf.
„Schlehendorn muss sich im Laufe der Jahre gewisse Fachkenntnisse über Brunnenanlagen erworben haben. Vor 1660 hatte er angeblich mit 10 Gesellen für 600 fl. einen fürstlichen Brunnen in Bayreuth gefertigt.“ Allerdings geriet der Bildhauer über die Errichtung des sogenannten Zinsfelder Brunnens in eine Auseinandersetzung mit dem Kulmbacher Stadtrat. In der Folge musste Schlehendorn sogar eine Nacht im städtischen Turm verbringen. 1669 wird Schlehendorn noch im Zusammenhang mit einem Altar für die Kilianskirche in Hallstadt genannt. Obwohl Schlehendorn selbst wohl lutherischen Glaubens war, hinderte ihn dies nicht daran, auch katholische Auftraggeber zu beliefern. Im Jahr 1671 war Schlehendorn bereits erkrankt, sodass seine Frau in den Ratsprotokollen auftaucht.
Hans Georg Schlehendorn starb am 2. Januar 1672 in Kulmbach mit 56 Jahren und wurde in der Petrikirche beerdigt. Die Werkstatt von Schlehendorn wurde in den folgenden Jahren wohl von der hinterbliebenen Ehefrau Dorothea weiter geführt. Der Sohn Egidius lernte ebenfalls das Bildhauerhandwerk und ist im Jahr 1674, wohl nach seiner Wanderschaft, nach Kulmbach zurückgekehrt. Egidius Schlehendorn heiratete in der Folge wohl nach Breslau, wo er 1687 nachgewiesen ist. Im Jahr 1680 musste die Witwe das Haus in Kulmbach verkaufen. Mit dem Tod Dorothea Schlehendorns im Jahr 1697 erlosch die Werkstatt in Kulmbach.

## Werke (Auswahl)

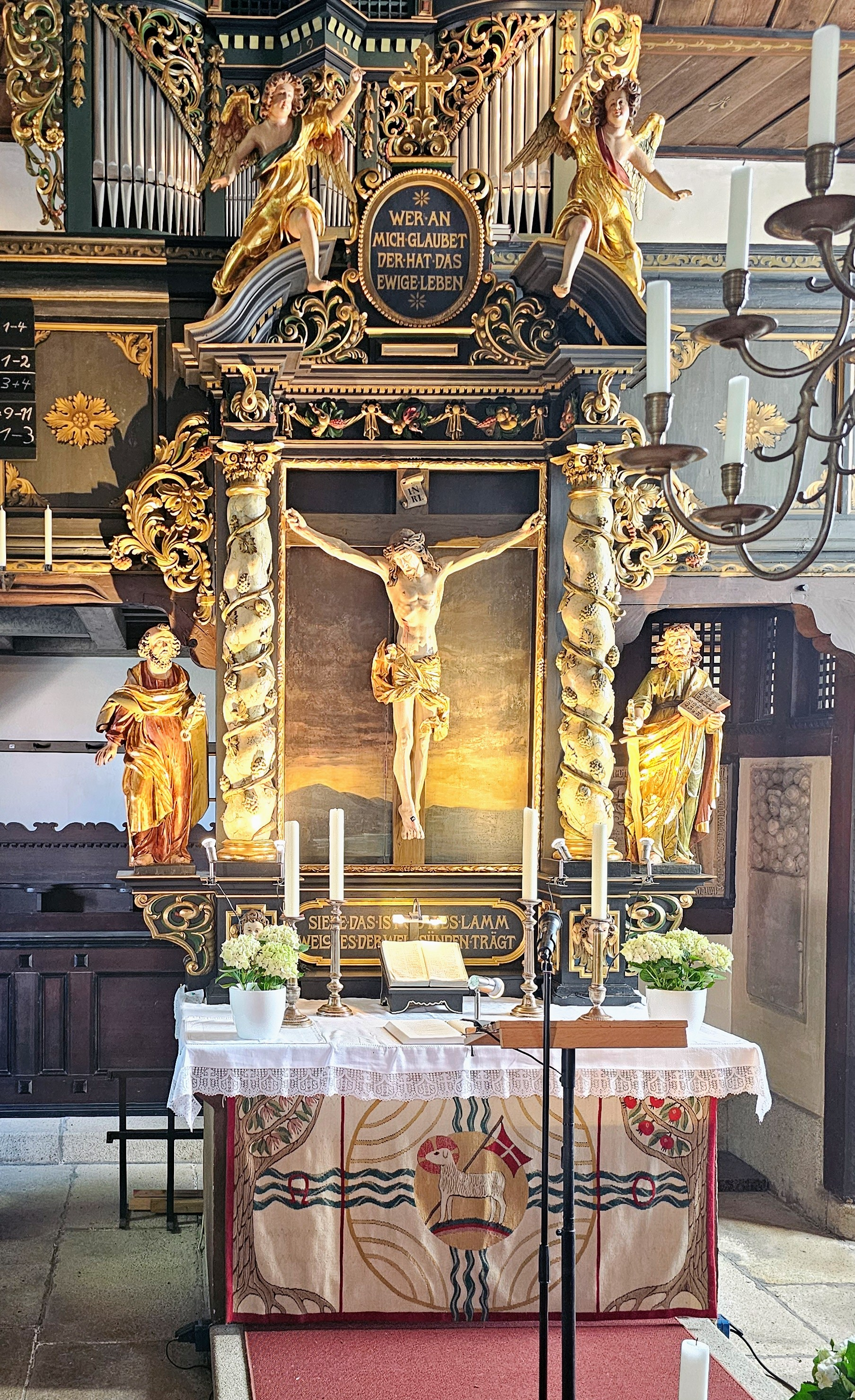
Altarretabel in der Weißenstädter Friedhofskirche

- um 1645 mit Johann Brenck: Epitaph von Laineck, Petrikirche in Kulmbach
- 1645 mit Johann Brenck: Kanzel, Petrikirche in Kulmbach
- 1645 mit Johann Brenck: Alabastertafeln am Taufstein, Petrikirche in Kulmbach
- 1647–1652 mit Johann Brenck: Hochaltar, Petrikirche in Kulmbach
- 1650 mit Johann Brenck: Bürgerstände, Petrikirche in Kulmbach
- 1654 mit Johann Brenck: Ehrensäule, Kronach
- ab 1660: Umarbeitung von Glocken, Petrikirche in Kulmbach
- 1662: Altarretabel, Altstädter Kirche in Erlangen
- 1664: Kruzifix, St. Bartholomäus in Bindlach
- 1668: Löwenbrunnen, Kulmbach
- 1668/1669: Altarretabel, Friedhofskirche in Weißenstadt
- 1669: Predigtstuhl, St. Kilian in Hallstadt